# 孫命順
孫 命順（ソン・ミョンスン、1929年1月16日〈1928年陰暦12月6日〉 - 2024年3月7日）は、大韓民国第14代大統領金泳三の妻で、ファーストレディ（1993年 - 1998年）。慶尚南道金海市出身。1951年3月に金泳三と結婚した。
2024年3月7日、ソウル市鍾路区のソウル大病院で死去した。95歳没。